# Oh, Wicked Wanda!
Oh, Wicked Wanda! foi uma tira de quadrinhos eróticos escrita por Frederic Mullally e desenhada por Ron Ebleton. Nos Estados Unidos ela foi frequentemente publicada pela revista Penthouse de setembro 1969 a 1980.